# Lutz Ackermann (beeldhouwer)
Lutz Ackermann (Sindelfingen, 27 april 1941) is een Duitse beeldhouwer.

## Leven en werk
Ackermann volgde van 1955 tot 1958 een opleiding als plaatwerker en was van 1958 tot 1960 ontwerper in het atelier van S. Werner Stuttgart. Vanaf 1964 was hij als zelfstandig graficus en industrieel ontwerper werkzaam en sinds de zeventiger jaren wijdt hij zich uitsluitend aan de beeldhouwkunst.
Zijn werken creëert hij van de materialen staal, hout en steen.
De kunstenaar woont en werkt in Gäufelden. Hij heeft sinds 1972 een atelier in een voormalige baanwachterspost in Gäufelden-Nebringen. Ackermann begon in 1986 het Bahnwärterhaus uit te bouwen tot een Gesamtkunstwerk, genaamd "Kunst-Kraft-Werk" (KKW). In 2002 kreeg hij de Kulturpreis des Forum Region Stuttgart, waarna de Lutz-Ackermann-Stiftung werd opgericht.

## Werken (selectie)
- Maschinenplastik (1982), Gottlieb-Daimler Schule in Sindelfingen
- Neun Stahlobjekte (detail) (1984), Gartenstraße in Sindelfingen
- Ohne Titel (1987), öblingen
- Schichtungen (1989), Kirchheimer Kunstweg in Kirchheim unter Teck
- Brunnen (1990), Rathaus in Mötzingen
- Säulenreihe (1994), Holzgerlingen
- Pyramide (1995), Entringen
- Ohne Titel (1996), Oberer See in Böblingen
- Wegzeichen (1997), Ziegeleistraße in Waiblingen
- Wegzeichen (2000), rotonde Horber Straße in Herrenberg,
- Bauernkriegsstelen (2000), Stuttgarter Straße/Panzerstraße in Böblingen
- Zelle (2001), Neckarbrücke in Rottenburg am Neckar
- Ohne Titel (2001), Gäufelden
- Ohne Titel (2008), Neckarstraß in Horb am Neckar
- Ohne Titel (2009), Jesinger Hauptstraße in Unterjesingen
- Stahlobjekt (2010), Wildberg (Schwarzwald)

## Fotogalerij

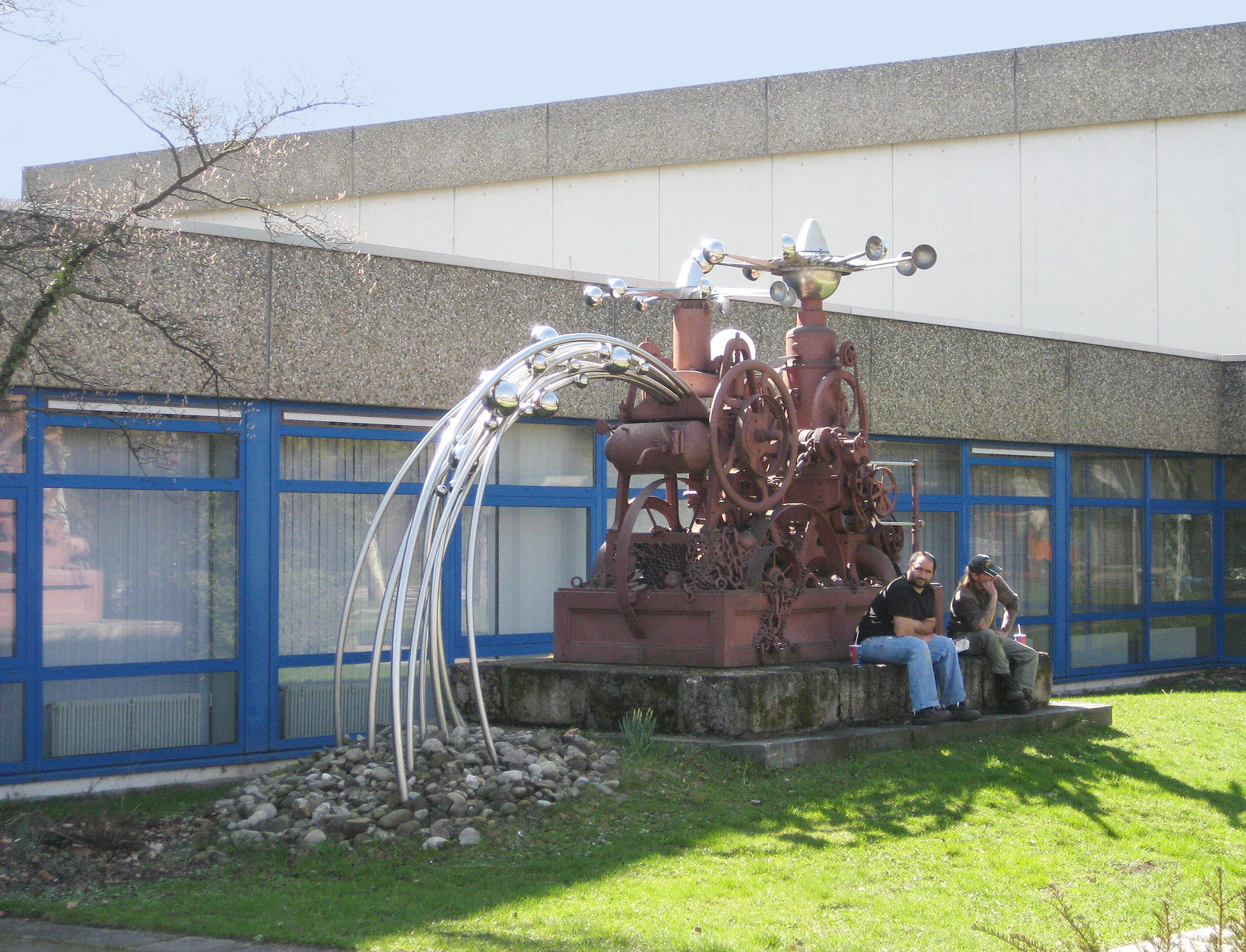
Maschinenplastik (1982)
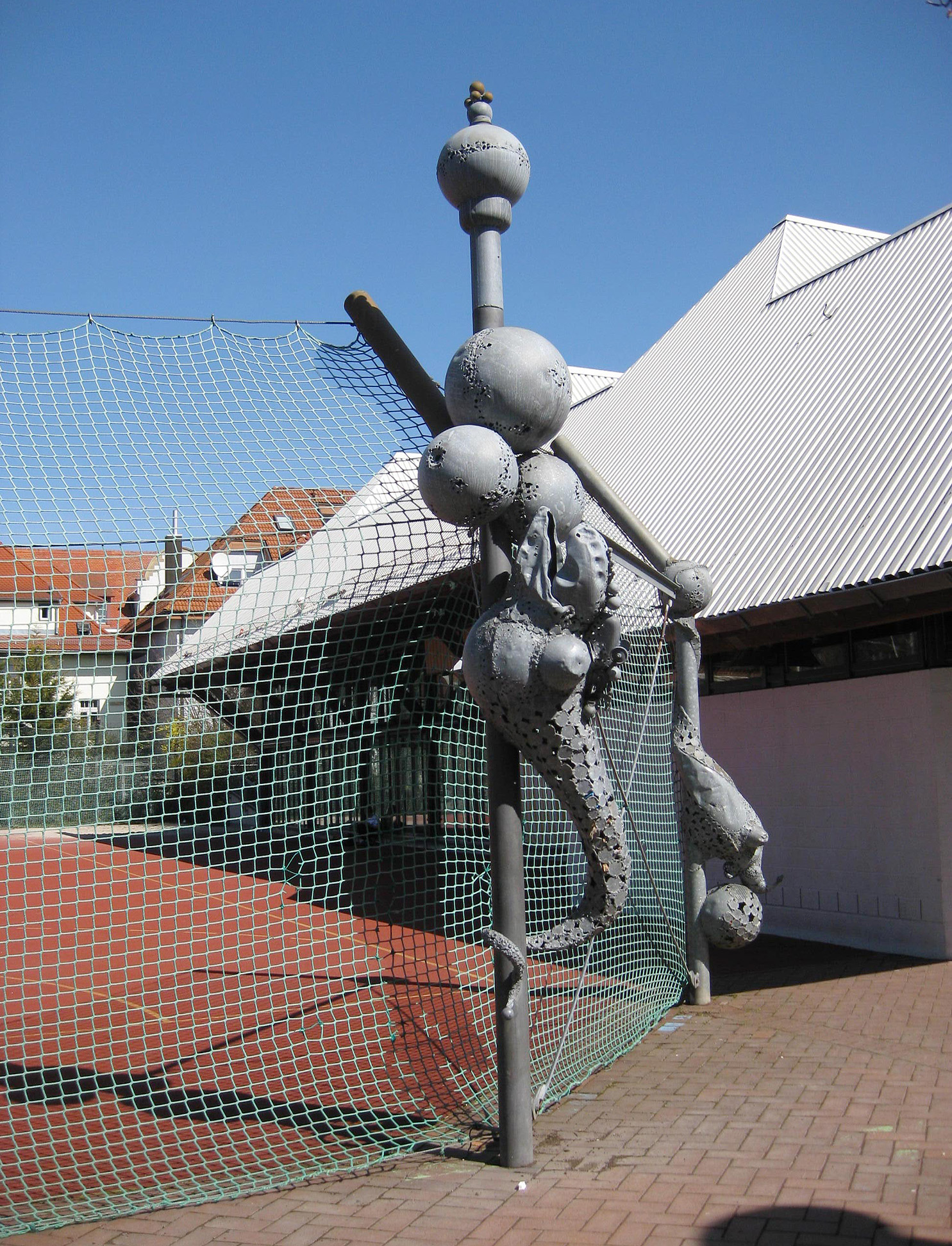
Neun Stahlobjekte (1984)
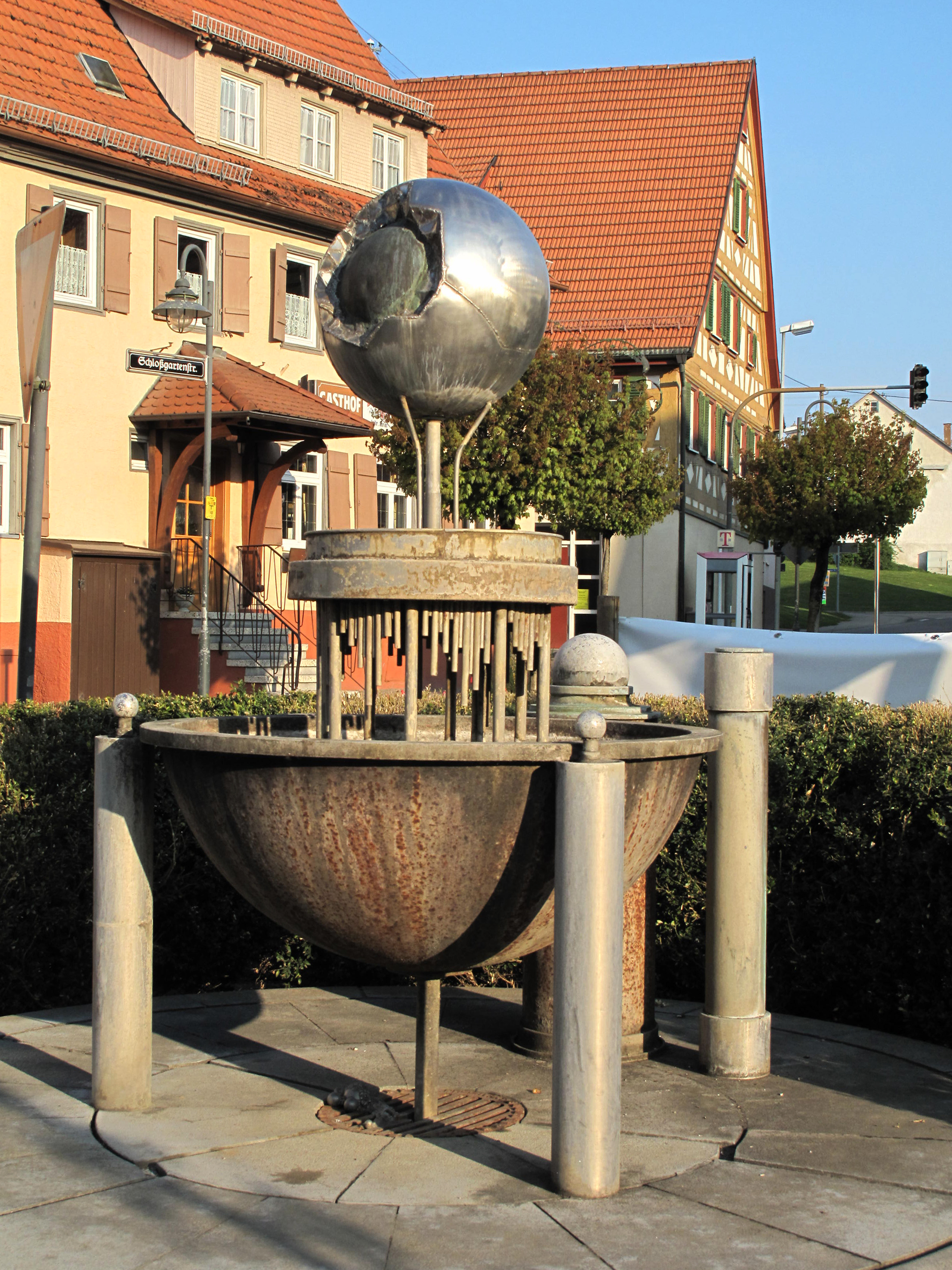
Brunnen (1990)
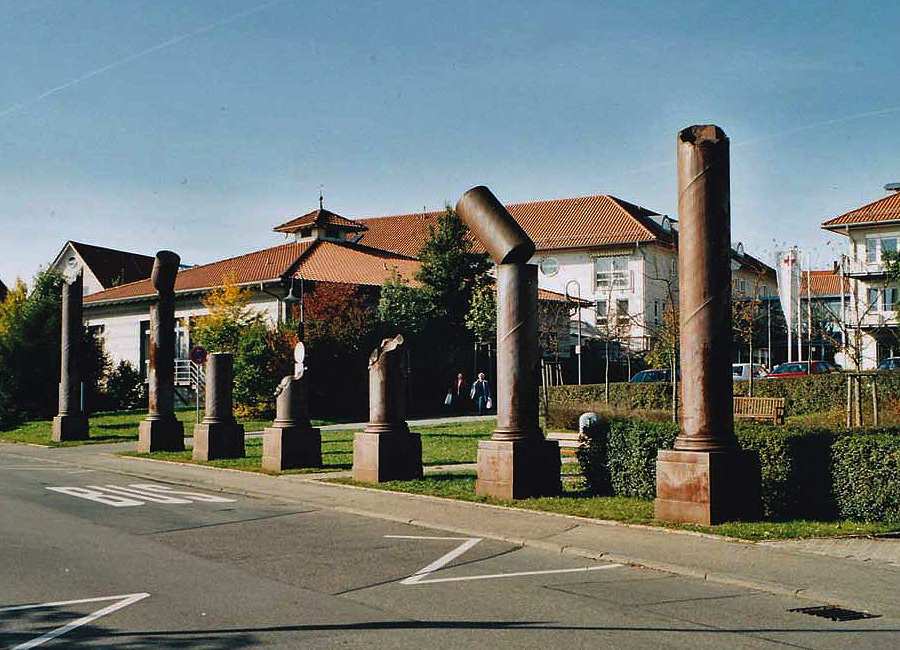
Säulenreihe (1994)
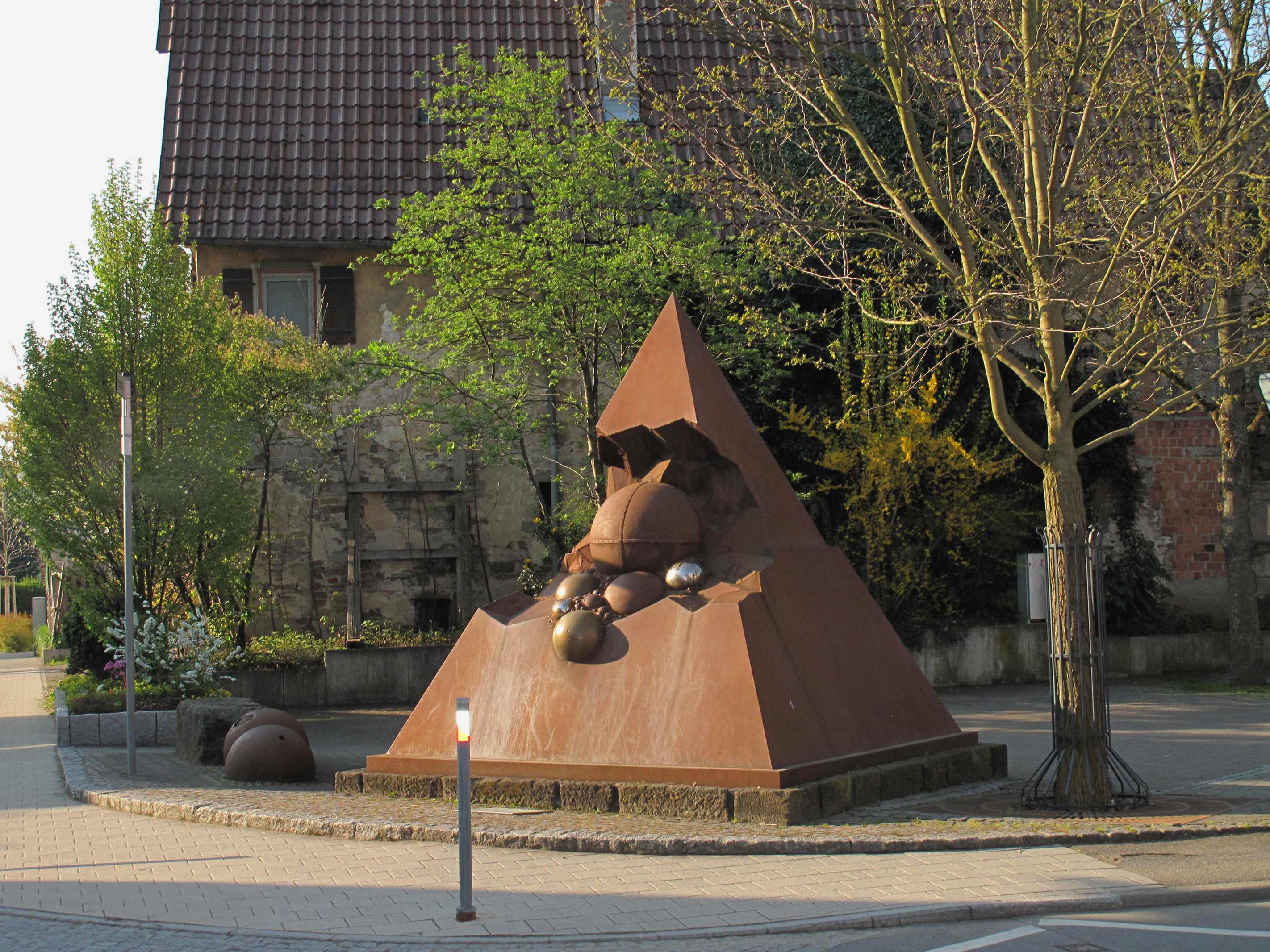
Pyramide (1995)
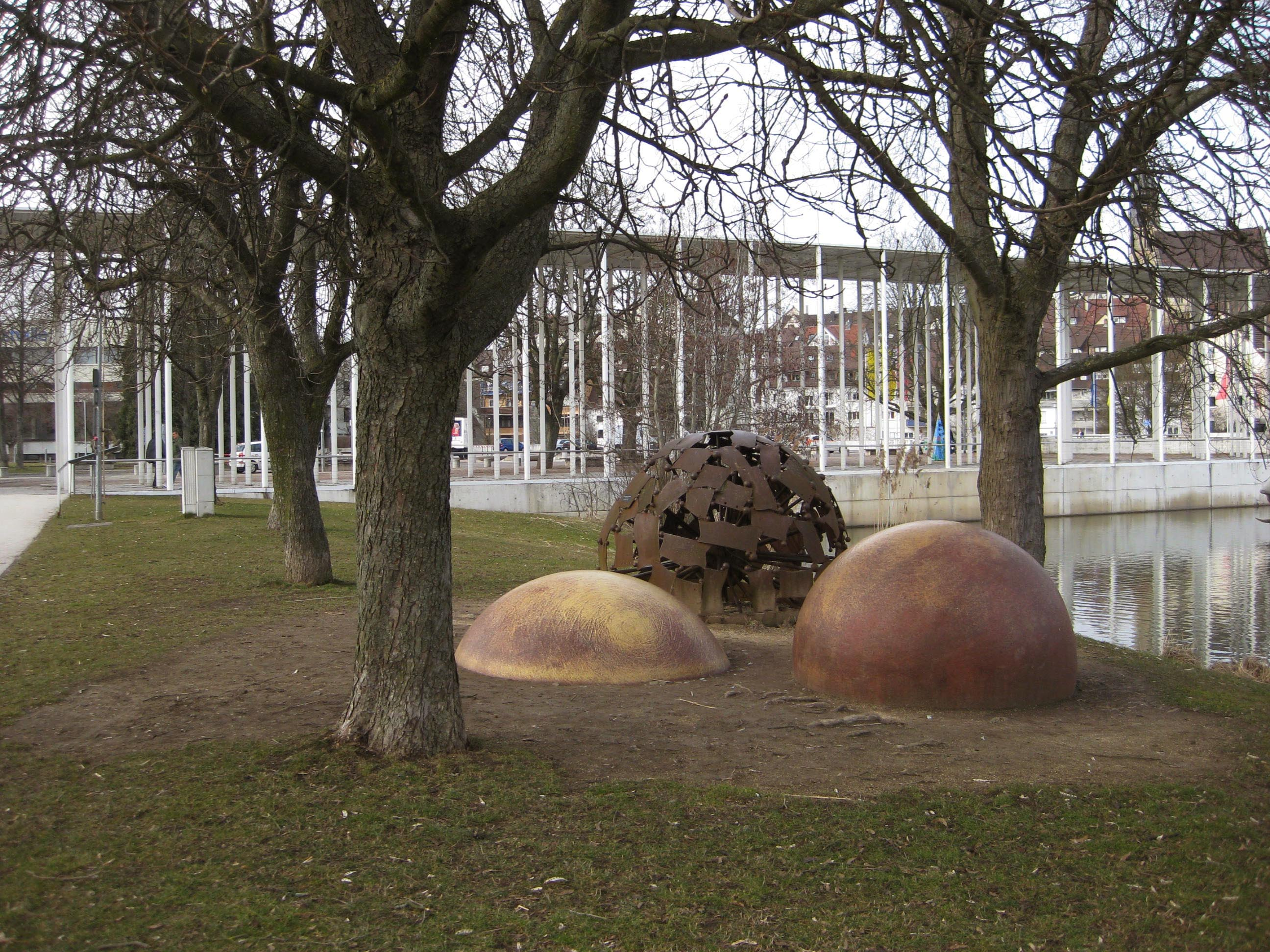
Ohne Titel (1996)
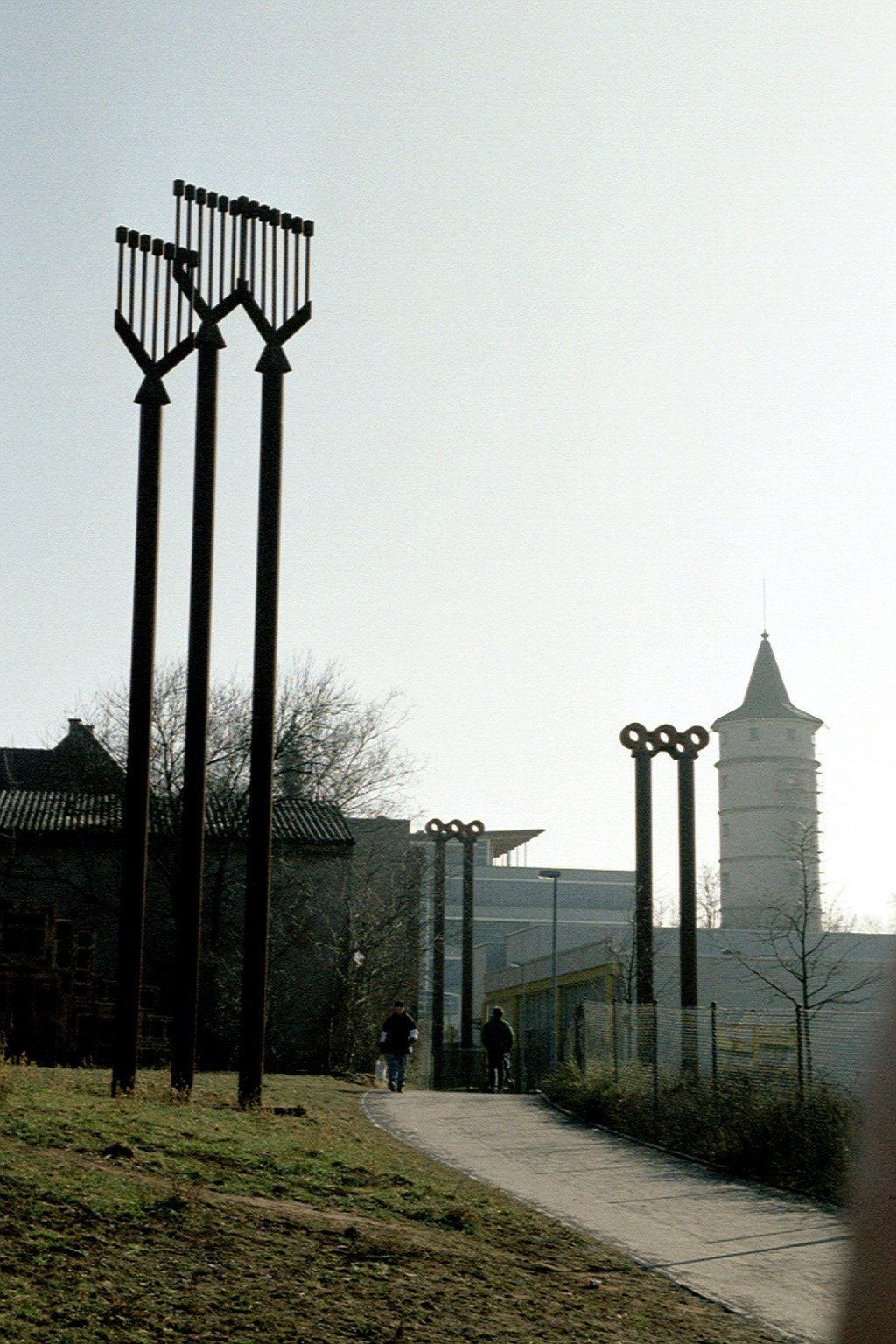
Wegzeichen (1997)
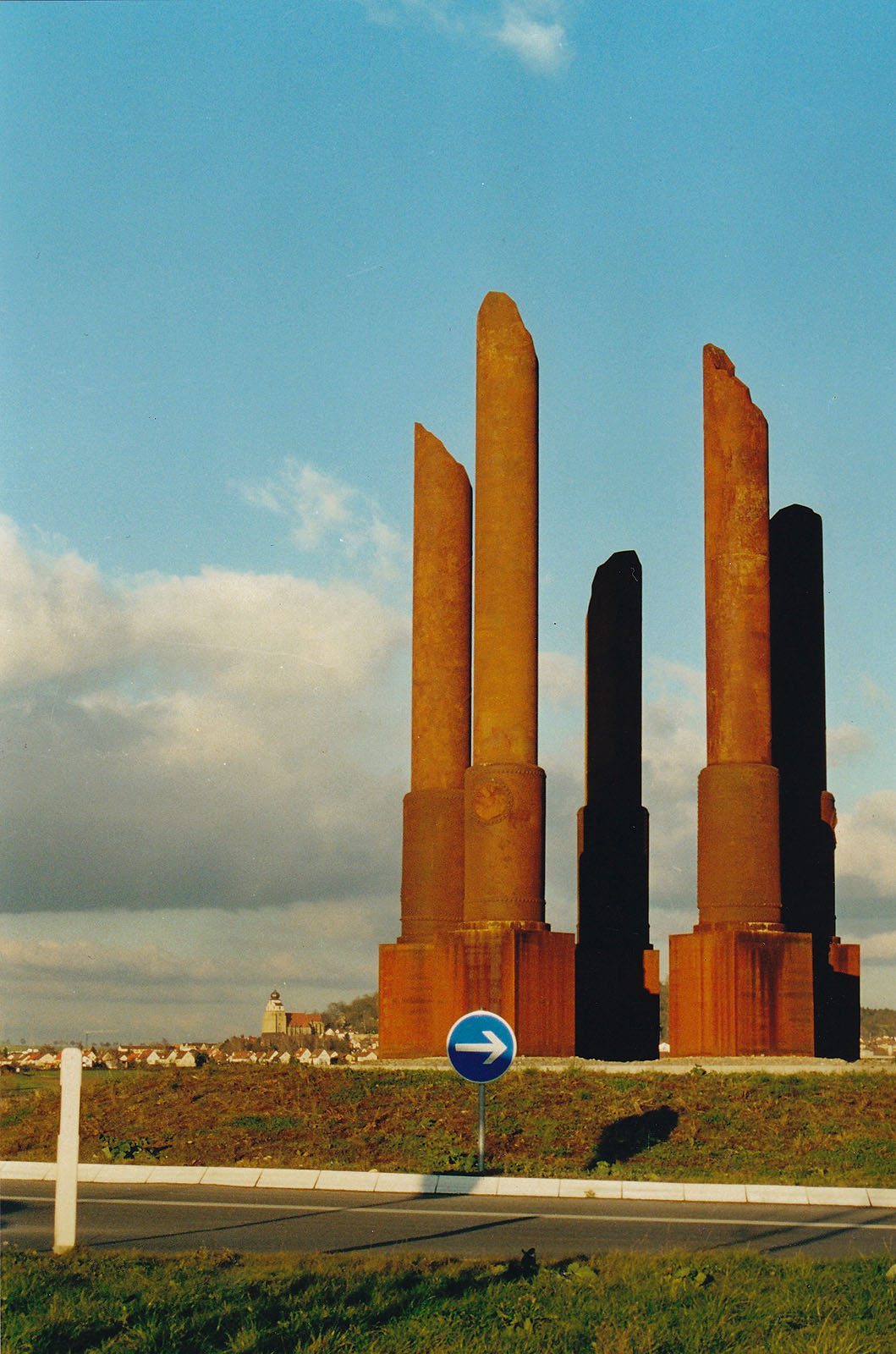
Wegzeichen (2000)
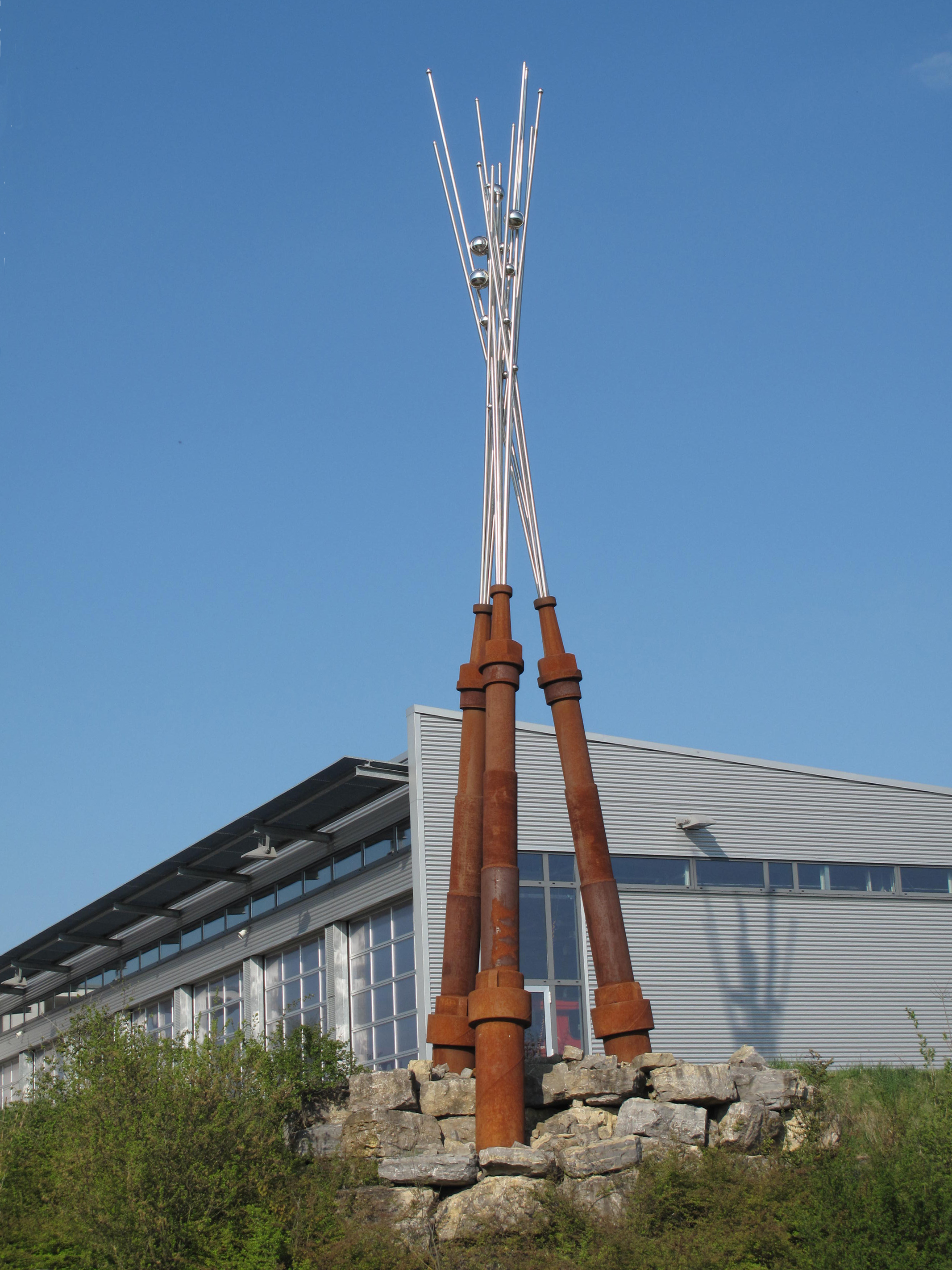
Ohne Titel (2001)
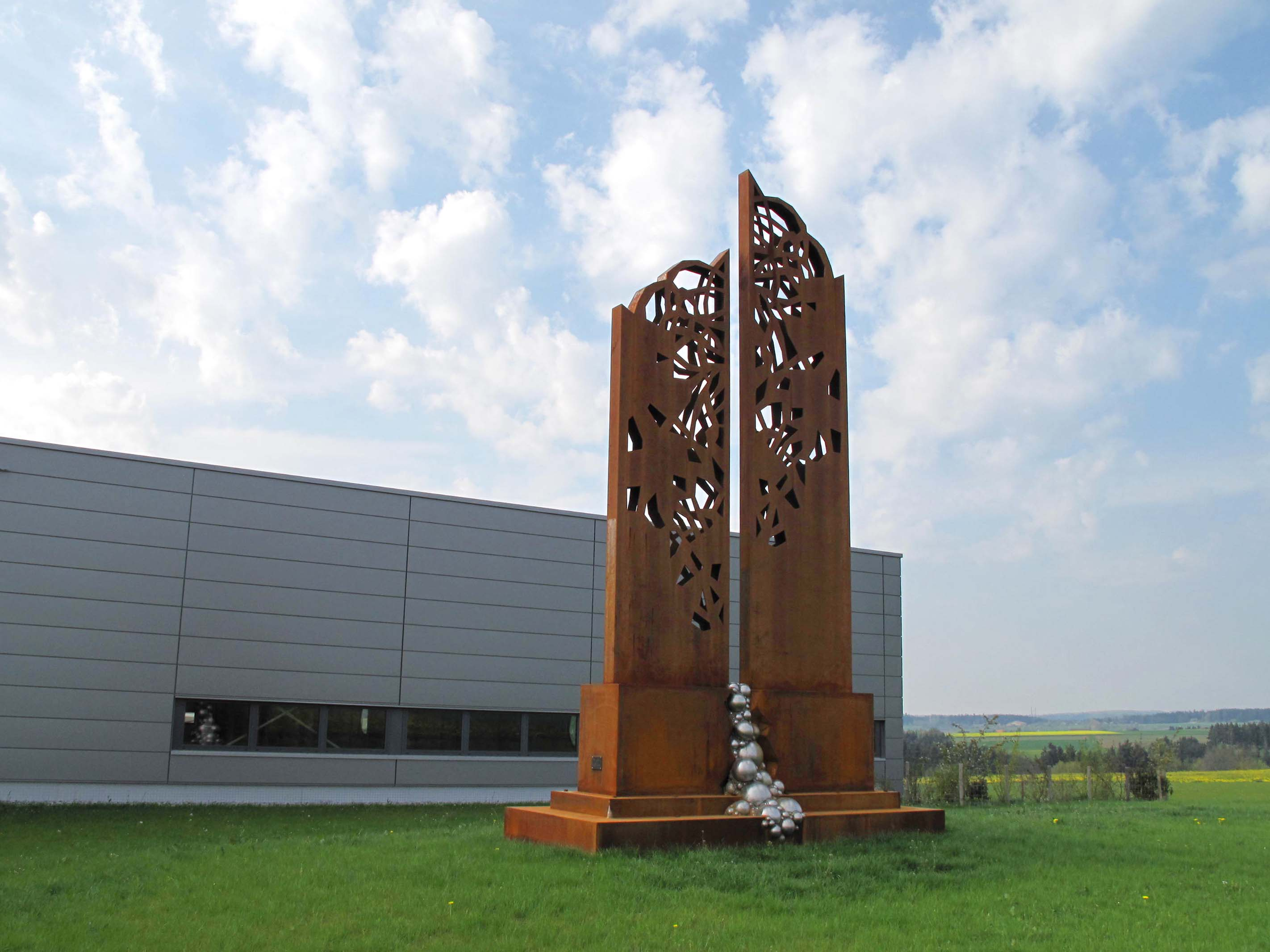
Stahlobjekt (2010)